# 高崎市立図書館
高崎市立図書館（たかさきしりつとしょかん、Takasaki City Library）は、群馬県高崎市にある公共図書館の総称。高崎市立中央図書館、箕郷図書館、群馬図書館、新町図書館、榛名図書館、山種記念吉井図書館の6館で構成される。基幹となる図書館は高崎市立中央図書館であり、高崎市内の公共図書館等とネットワーク構築された「図書館情報総合システム」や「物流システム」を管理している。

## 沿革

### 中央図書館
私立高崎図書館
　1909年（明治42年）7月9日、高崎市教育会の評議会は図書館設立の方針を議決、15日に教育会長内田信保の名で「私立高崎図書館趣旨書」を発表し、有志の賛同を呼びかけた。高崎市教育会は市内の青年実業家の団体である同気茶話会と交渉しその協力賛同を得ると、1910年（明治43年）3月18日に市有施設春靄館（しゅんあいかん）の無償永久使用を高崎市へ願い出て、市長・市会の承諾を得た。春靄館は、1884年（明治17年）に上野高崎間の鉄道完成に伴う開通式に際し、明治天皇の行在所（休憩所）とするために新築された建物。1910年（明治43年）3月24日に私立高崎図書館を創設、9月26日私立高崎図書館が開館、開館式は11月3日に行われた。図書館開館には、概算で修繕費1,373円35銭・器具費505円68銭・図書費742円63銭5厘の経費を要した。私立高崎図書館の所在地は本町甲179・180・181番地、敷地総坪数592坪7合5勺、内建物坪数146坪2合3勺。建物は本館と別館の2棟からなり、本館1階には閲覧室・目録所・事務室・閲覧人休憩室、2階には婦人閲覧室・貴賓室が、別館は1階に書庫と宿直室・使丁室、2階に会議室・特別閲覧室が置かれた。当初の蔵書数は1,746冊であった図書は第1門から第10門までに分類され、部門別にカード式の目録が作成された。図書閲覧規程により図書の閲覧は12歳以上とされていた。なお、館外貸出は名誉館友と特別館友だけに限られていた。館友規程によれば、名誉館友・特別館友になるためは図書館に多額の金品を寄贈することなどが必要であった。
　1913年（大正2年）には、高崎図書館巡回文庫が創設された。文庫は2組あり、1組は市役所・市立各小学校、1組は図書館役員37人で巡回閲覧されていた。1917年（大正6年）には、高崎市公会堂が図書館のある場所に建設されることとなり、図書館は西側へ移築された。
市立高崎図書館
　1919年（大正8年）2月17日、高崎市教育会は図書館を市に移管することを決定し、3月31日に高崎市へ引き渡した。これにより、4月1日から市の社会教育機関として運営されることとなり、8月1日に高崎図書館と改称した。
　1930年（昭和5年）4月1日、「高崎図書館々外図書帯出規程」が定められ、一般利用者への貸出が開始された貸出冊数は1人1回2冊以内、貸出期間は10日間で最大20日間まで延長可能であった。
1923年（大正12年）8月12日、高崎商業会議所の東宮殿下御成婚記念事業に関する委員会が、図書館の移転改築・公会堂の拡張などを記念事業とし市当局と連携して実現を期することを決定した。1931年（昭和6年）11月24日、高崎市会で高崎図書館改築案が提案された。改築費は3万7,012円が見込まれ、財源としては御成婚記念積立金2万8,260円、他に高崎商工会議所寄付金8,000円が見込まれた。翌年2月には設計が出来上がり、1935年（昭和10年）4月8日起工、10月15日に竣工した。落成式は11月26日に関係者約100人が列席する中で行われた。新築総経費は27,172円、他に敷地買入費として9,060円を要した。
　新しく開館した図書館は、敷地257坪、建物は木造の近代洋風建築2階建て、書庫のみ鉄筋コンクリート3階建てとなり、建築坪数は243.3坪であった。図書館1階には事務室・第1閲覧室・児童閲覧室・新聞閲覧室・カード室などがあり、2階には第2閲覧室兼講堂、婦人閲覧室の他に応接室・参考室などが設けられた。
　1940年（昭和15年）には「高崎市立図書館報」第1号が発行された。これによると当時の図書分類は、０総記・１精神科学・２教育科学・３文学・４歴史科学（地誌）・５社会科学・６自然科学・７工学・８美術・９産業、他に児童図書とされていた。
　太平洋戦争が激化すると中央省庁の疎開が行われることとなり、東京鉱山監督局の高崎への疎開が決定した。その庁舎には、九蔵町の高崎商工会議所や図書館の建物が使用され、1944年（昭和19年）1月6日図書館は寄合町の救世軍跡に移転した。終戦後の1946年（昭和21年）3月11日には高崎公園内の武徳殿に再度図書館は移転、1948年（昭和23年）5月7日に元の建物に復帰し、開館することができた。
ＣＩＥ図書館
　1948年（昭和23年）3月1日、占領軍の群馬軍政部によりＣＩＥ図書室が高崎図書館内に設置された。ＣＩＥ図書室には図書館2階東側の一室があてられ、英文の図書約500冊、雑誌90種、英字新聞などが揃えられた。
　1949年（昭和24年）には群馬軍政部設置のＣＩＥ図書室に替わり、連合国軍総司令部民間情報教育局が管轄するＣＩＥ東京図書館高崎分館が設置された。開館式は12月6日に行われ、ＣＩＥ東京図書館のウッド館長が来館し講演を行った。1950年（昭和25年）11月時点で図書約1,905冊、雑誌3,198冊を備えており、毎月東京本館から新刊図書、雑誌が届けられていた。また、毎月25日にはレコードコンサートも開かれ、市民に親しまれていた。1952年（昭和27年）4月28日、サンフランシスコ講和条約が発効し、ＣＩＥ東京図書館が連合軍総司令部から在日米大使館へ移管され東京アメリカ文化センターとなったことに伴い、ＣＩＥ東京図書館高崎分館も東京アメリカ文化センター高崎分館となった。
高崎市立図書館
　1950年（昭和25年）図書館法が施行されると、同年10月1日には高崎市立図書館条例が施行された。この条例によって館名を高崎市立図書館と改めた。この頃、図書分類の日本十進分類法への切換作業が始められている。
　1951年（昭和26年）5月1日には、巡回文庫が新発足し、後に名称を貸出文庫とした。
　その後、図書館周辺における建造物建築による風通しや日照の悪化、自動車の騒音など環境の変化により図書館移転が要望されるようになった。その後高松町1番地に新図書館が建設されることとなり、1965年（昭和40年）3月31日に着工、同年12月30日に竣工した。鉄筋コンクリート造地上5階・地下1階、床面積は1,900.125㎡で、総工費は60,000,000円を要した。翌年2月1日に新図書館へ移転し開館、この建物のうち2階から5階の一部1,098㎡が図書館として使用された。
　1964年（昭和39年）6月、自動車文庫による広域サービスが開始された。1970年（昭和45年）8月には新しい自動車文庫｢はばたき号｣によるサービスが開始され、市内49個所のステーションでサービスが提供された。
　1980年（昭和55年）に高崎市は市制80周年を迎えたが、この記念事業の一環として、末広町の群馬県立高崎女子高校跡地を利用して、文化会館・少年科学館・中央公民館・市立図書館からなる総合文化センターの建設が計画された。図書館は高崎女子高校の旧校舎を改修し、1984年（昭和59年）7月7日に末広町25番地１へ移転した。建物は鉄筋コンクリート造及び鉄骨造の陸屋根3階建てで、床面積は2,936.06㎡であった。同年11月には、高崎市立図書館電算システム（日立ハイタックL-450）が稼働開始している。
　1985年（昭和60年）4月1日には全天候型の移動図書館車が運行開始。直接図書館を利用できない遠隔地域を対象に52個所を月に1回巡回していた。
　1990年（平成2年）10月1日からは視聴覚資料（ビデオテープ、ＣＤ）の貸出、コンピュータによる図書資料検索が開始される。1994年（平成6年）4月1日から、利用者へのサービス向上のために、年末年始と蔵書整理期間を除き、原則的に通年開館を開始した。
　1995年（平成7年）7月には視聴覚コーナーを拡張、また中央カウンター奥には読書案内のコーナーが設置された。
　2001年（平成13年）、高崎市はJR東日本との勉強会を行った。当時、JRでは全国でステーション・ルネッサンスを掲げており、群馬県内では高崎駅が優良模範駅を目指していた。また、高崎市では第4次総合計画の基調の1つに「文化」を据えており、この両者の勉強会のなかで、高崎駅内に市立図書館と市民サービスセンターを設置することで合意した。2002年（平成14年）7月1日、JR高崎駅東口2階に図書コーナーを併設した高崎駅市民サービスセンターが開設された。
　2006年（平成18年）になると、いわゆる平成の大合併により、高崎市は1月23日に倉渕村・箕郷町・群馬町・新町と、合併した。これに伴い、箕郷図書館・群馬図書館・新町図書館・を設置し、従来の高崎市立図書館を高崎市立中央図書館と改称した。続けて10月1日に高崎市と榛名町が合併し榛名図書館を設置した。さらに、2009年（平成21年）6月1日には吉井町と合併し、山種記念吉井図書館が設置されている。
　2010年（平成22年）12月、自動車による移動図書館サービス事業が廃止され、翌年1月より代替事業として中川・長野・大類・寺尾の4公民館での予約資料の受取、返却が開始された。
　2011年（平成23年）4月1日、高崎市立中央図書館は高崎市総合保健センターとの複合施設として現在の場所に移転し開館した。建物は地下1階・地上6階、鉄骨造（免震構造）で、このうち中央図書館は5,6階及び1,2階の一部5,983.17㎡を使用している。新図書館への移転にあわせてIT化が進められた。群馬県内で初めて図書館資料にＩＣタグを貼付し、自動貸出機や予約棚と連動させることで利用者の利便性向上が図られた。また、自動出納書庫や物流を支える自動仕分け機なども導入された。
　2013年（平成25年）4月からは、市内の小中学校及び特別支援校に対して、学校からの相談や、テーマに沿った資料の提供などを行う学校連携事業を開始した。
　1995年（平成7年）の読書案内設置以来、中央図書館ではレファレンスコーナーに力を入れており、2016年（平成28年）2月3日、中央図書館はレファレンス協同データベース事業における成果と寄与に対して、群馬県内で初めて国立国会図書館より「御礼状」を受領する。以降、2017年（平成29年）2月1日、2018年（平成30年）2月19日、2019年（平成31年）2月19日、と「御礼状」を受領している。

2020年(令和2年)４月１日より「サピエ(視覚障がい者情報総合ネットワーク)」に加入。障がい者や高齢者など一般的な活字を読むことが難しい人を対象にした障がい者等サービスを実施している。
2021年（令和3年）3月2日からは、群馬県立図書館デジタルライブラリー県域化事業が開始されて、参加する。翌年2022年(令和4年)3月15日は、所蔵資料10点を群馬県立図書館デジタルライブラリーに提供。

### 箕郷図書館
1972年（昭和47年）4月、箕郷町農民研修館（のち中央研修館、現在の高崎市箕郷公民館）内に図書室が設置されたその後手狭であったこと、蔵書数にも限度があったことなどから、箕郷町役場新築移転後の跡地を利用して1989年（平成元年）7月14日に竣工、7月15日に箕郷町立図書館が開館した。2006年（平成18年）1月23日、高崎市と箕郷町の合併により、高崎市立箕郷図書館となった。

### 群馬図書館
1973年（昭和48年）群馬町中央公民館の1階に図書室が開設され、当初は閲覧のみで貸出しは行っていなかったが、1975年（昭和50年）から貸出しを開始した。1994年（平成6年）11月、旧群馬町役場庁舎跡地を利用して群馬町立図書館が開館した。その後、2006年（平成18年）1月23日、高崎市と群馬町の合併により、高崎市立群馬図書館となった

### 新町図書館
1917年（大正6年）4月に助役を館長として新町図書館が開設され、蔵書数は和漢書180冊、洋書2冊であった。1953年（昭和28年）には明治天皇行在所を改造し転用した公民館が創設、公民館内の図書室として運営され、1974年（昭和49年）に公民館新館開館（福祉センター併設）に伴い新町公民館図書室が新設された。その後、1988年（昭和63年）6月10日に新町立図書館として開館した。
　2006年（平成18年）1月23日、高崎市と新町の合併により、高崎市立新町図書館となった。同年6月30日に新築のための設計に着手した。建物解体に伴い2009年（平成19年）1月5日から隣接する新町教育会館で仮開館し、同年6月28日に建設工事着工、翌年3月25日完成し、6月6日より再開館した。

### 榛名図書館
1966年（昭和41年）4月11日に落成式を迎えた榛名町中央公民館内に図書室はあったが、町立図書館を切望する町民からの声に応え、1979年（昭和54年）4月10日に榛名町図書館が開館した。ただし、建物の名称は榛名町図書館とされていたが、実態は公民館付属の図書室であった。1989年（平成元年）6月には榛名町役場庁舎新築に伴い、役場内の一室に移転。1995年（平成7年）5月に開設された榛名町総合文化会館の複合施設として併設され、同年7月に榛名町図書館が開館した。
　2006年（平成18年）10月1日、高崎市と榛名町の合併により、高崎市立榛名図書館となる。その後、高崎市榛名福祉会館・地域活動支援センター・児童館との複合施設として整備されることが決定し、2011年（平成23年）6月25日に建設工事着工、翌年6月29日に竣工し、9月1日に開館した。

### 山種記念吉井図書館
1968年（昭和43年）4月に吉井町中央公民館に図書室が開設された。その後、吉井町出身の実業家山崎種二の寄付金を基に図書館が建設され、1980年（昭和55年）7月17日に吉井町立山種記念図書館として開館した。
　2009年（平成21年）6月1日、高崎市と吉井町の合併により、高崎市立山種記念吉井図書館となった。
　2016年（平成28年）に改修工事が行われることとなり、一時建物を閉鎖し10月1日より吉井支所南庁舎において仮開館、2017年（平成29年）4月22日に再開館した。

### 略年表
- 1910年（明治43年）9月26日 - 高崎市教育会が私立高崎図書館を開設
- 1919年（大正8年）4月1日 - 高崎市教育会から高崎市へ図書館が寄贈され、市立の図書館となる
- 1935年（昭和10年）11月26日 - 高崎図書館、成田町1番地に新図書館落成
- 1950年（昭和25年）10月1日 - 高崎市立図書館条例施行。高崎市立図書館へ名称変更
- 1966年（昭和41年）2月1日 - 高崎市立図書館、高松町１番地に図書館を新築、移転し開館
- 1980年（昭和55年）7月17日 - 吉井町立山種記念図書館開館
- 1984年（昭和59年）7月7日 - 高崎市立図書館、末広町25番地１に移転、開館
- 1988年（昭和63年）6月10日 - 新町立図書館開館
- 1989年（平成元年）7月15日 - 箕郷町立図書館開館
- 1994年（平成6年）11月4日 - 群馬町立図書館開館
- 1995年（平成7年）7月 - 榛名町図書館、榛名町総合文化センター内に開館
- 2006年（平成18年）1月23日 - 市町村合併に伴い箕郷・群馬・新町図書館を設置。従来の高崎市立図書館を高崎市立中央図書館と改称
- 2006年（平成18年）10月1日 - 市町村合併に伴い榛名図書館設置
- 2008年（平成20年）6月6日 - 新町図書館、新築し開館
- 2009年（平成21年）6月1日 - 市町村合併に伴い、山種記念吉井図書館を設置
- 2011年（平成23年）4月1日 - 中央図書館開館が高松町5-28に新築移転
- 2012年（平成24年）9月1日 - 榛名図書館開館が上里見町1072-１から下室田町900-4に移転

## 図書館等一覧

### 中央図書館
- 住所：高崎市高松町5-28

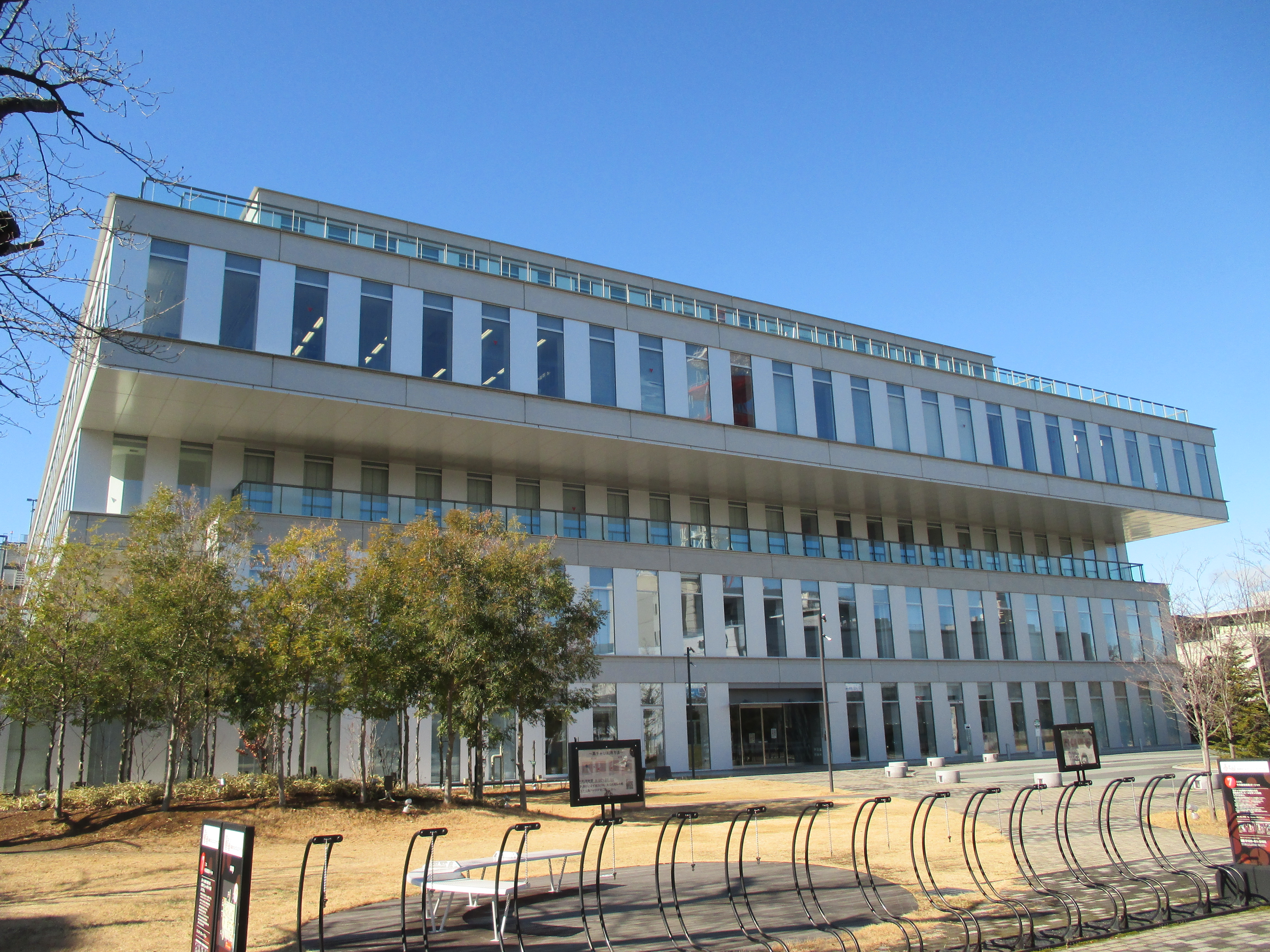
高崎市立中央図書館（外観）

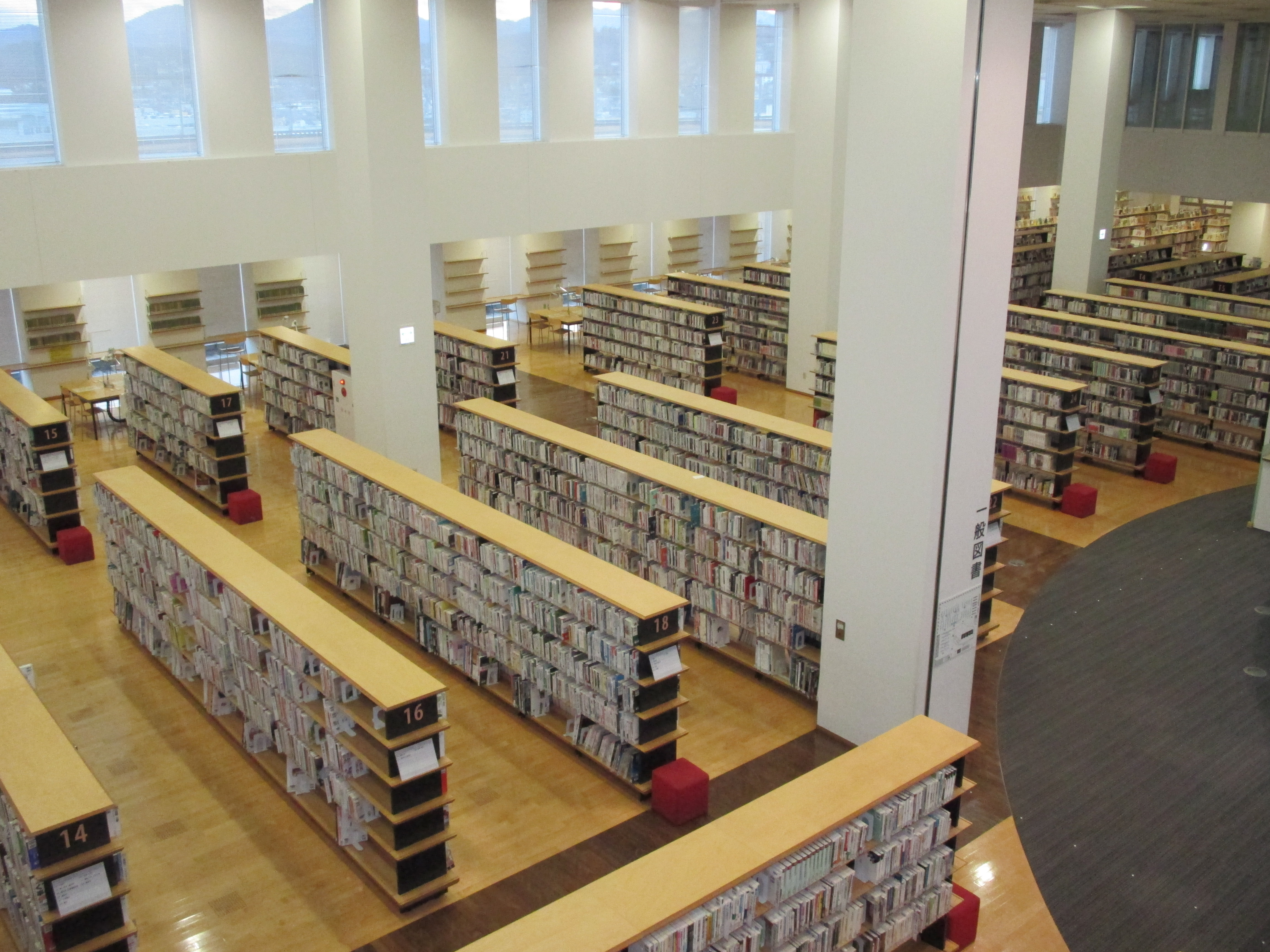
高崎市立中央図書館（内部）

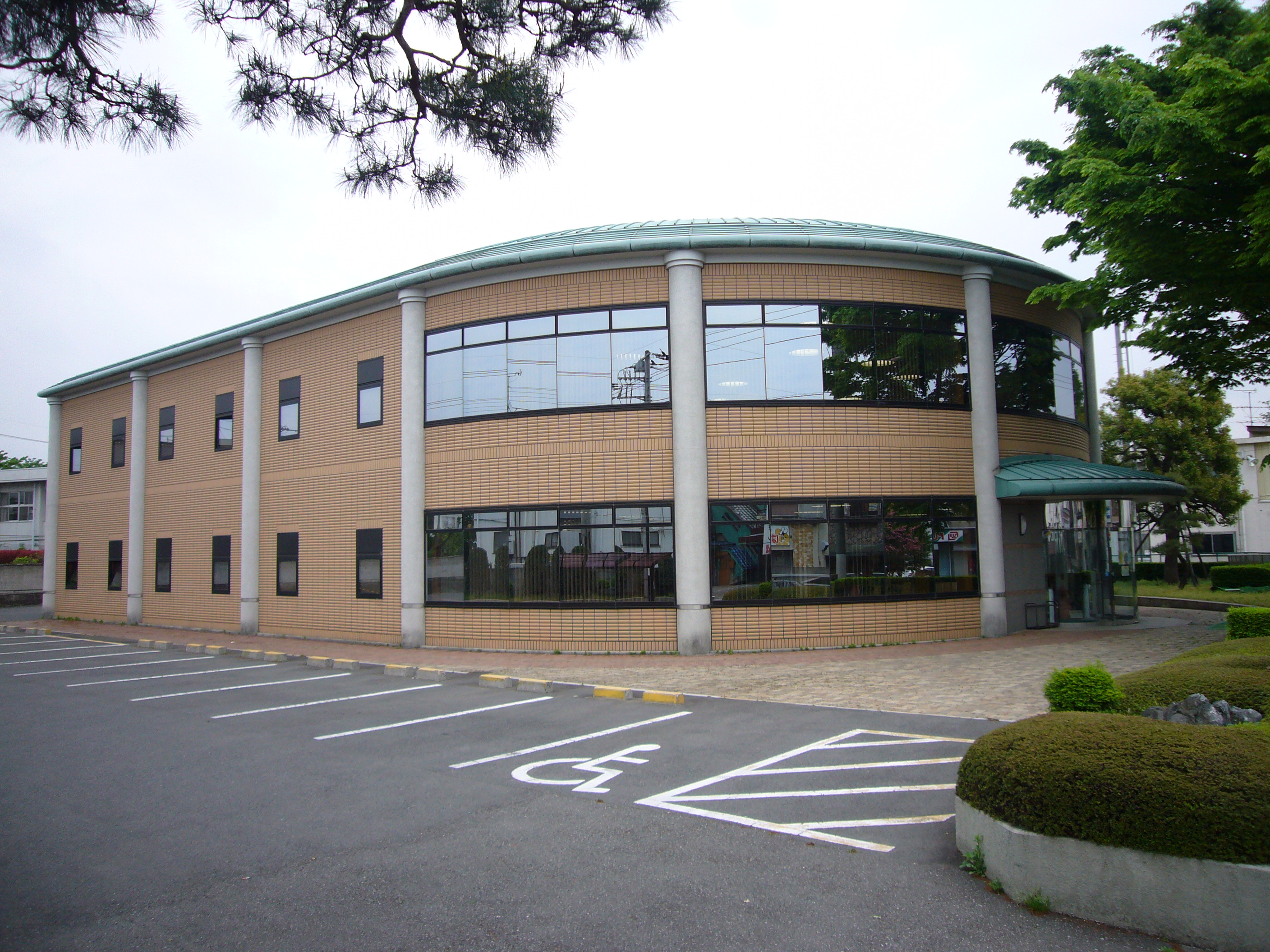
群馬図書館（外観）

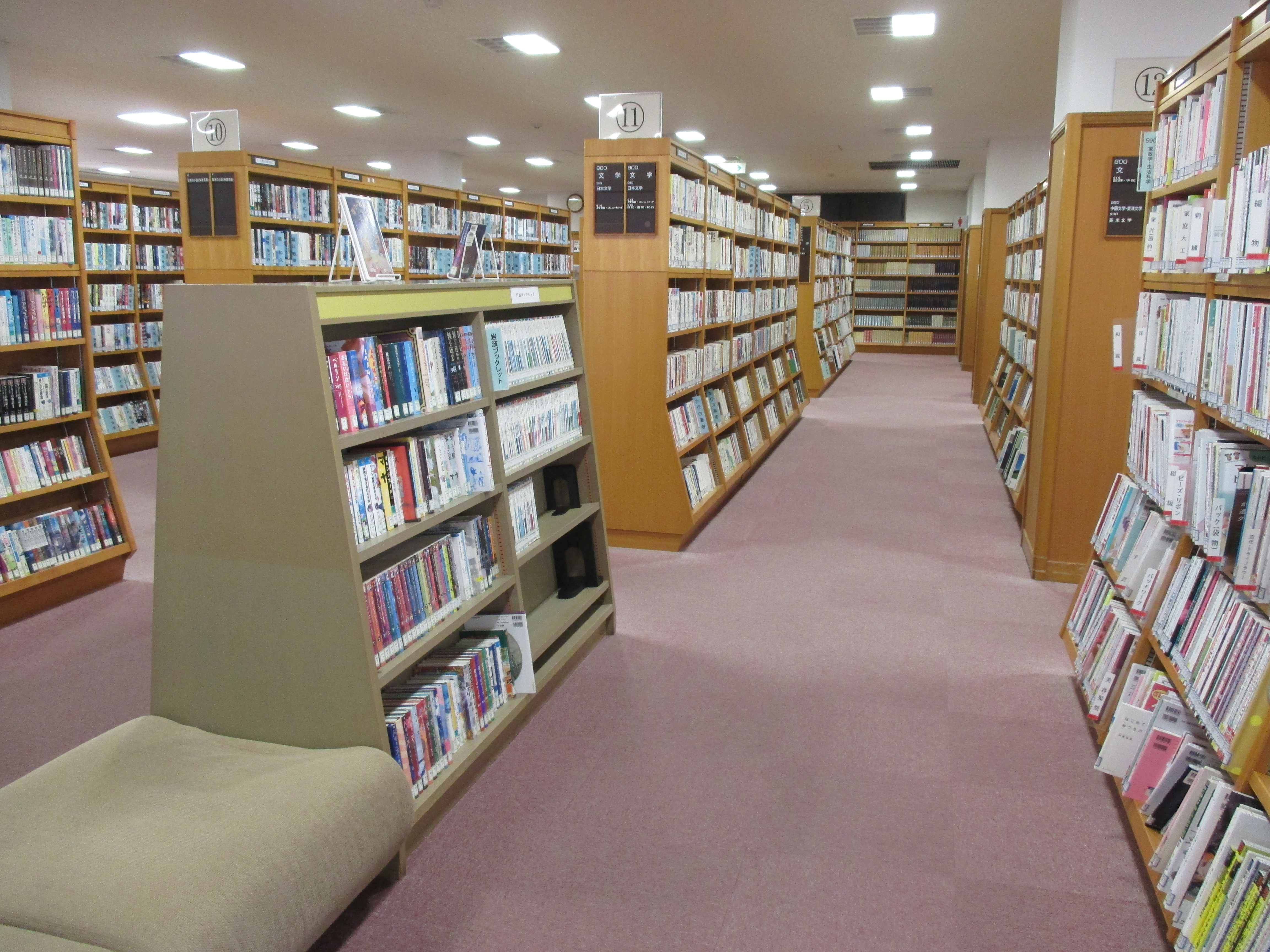
群馬図書館（内部）

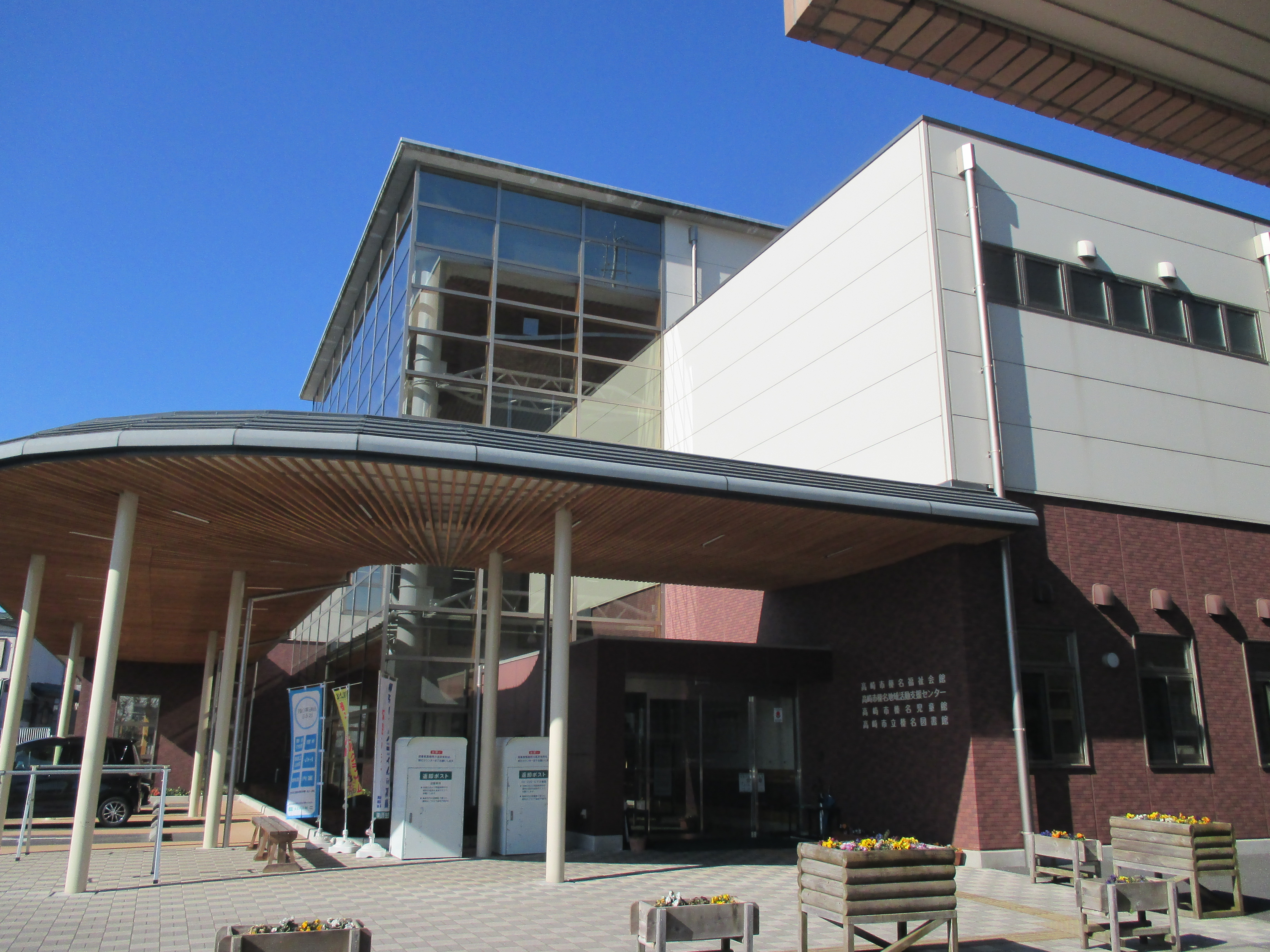
榛名図書館（外観）

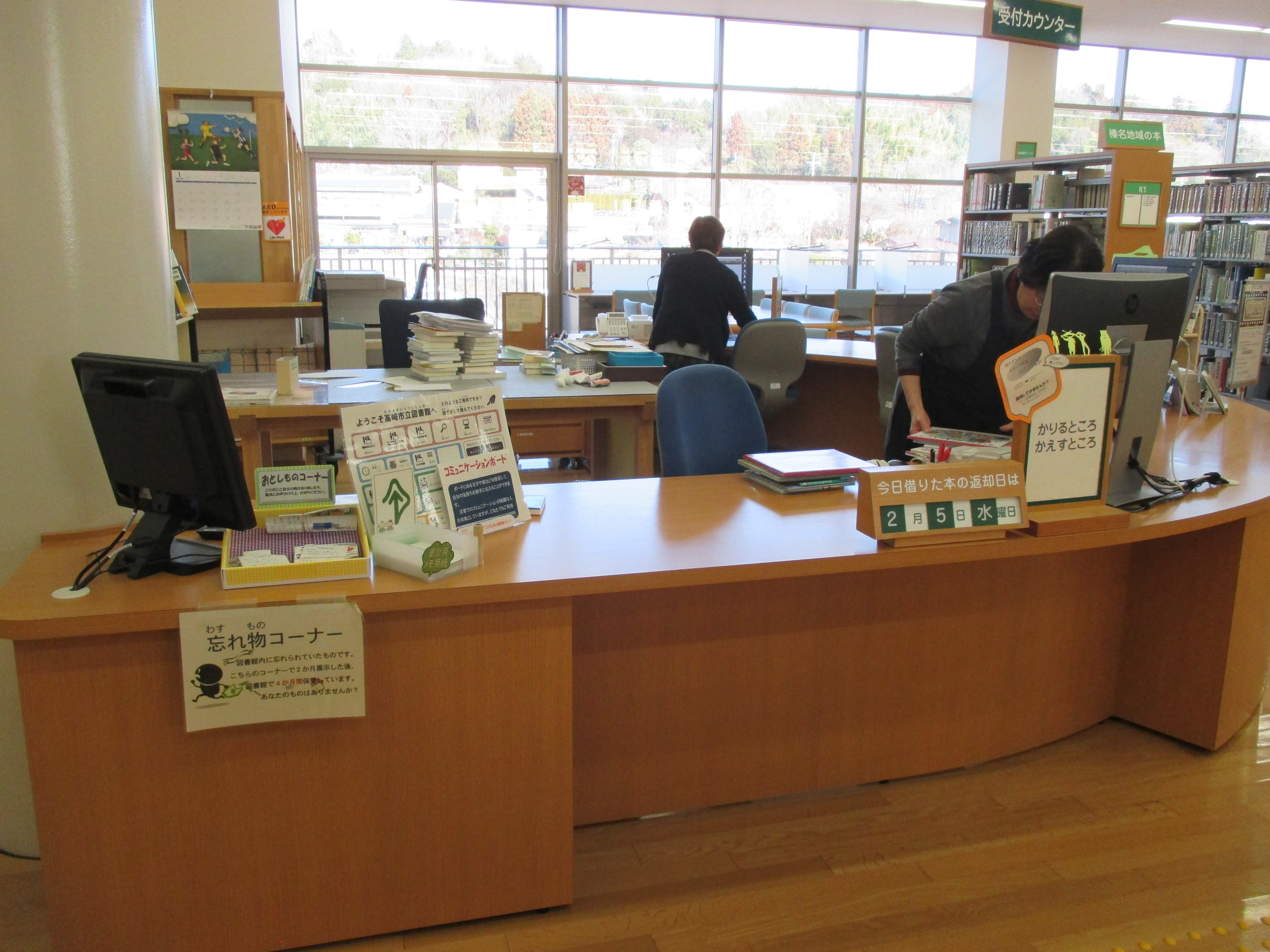
榛名図書館（内部）

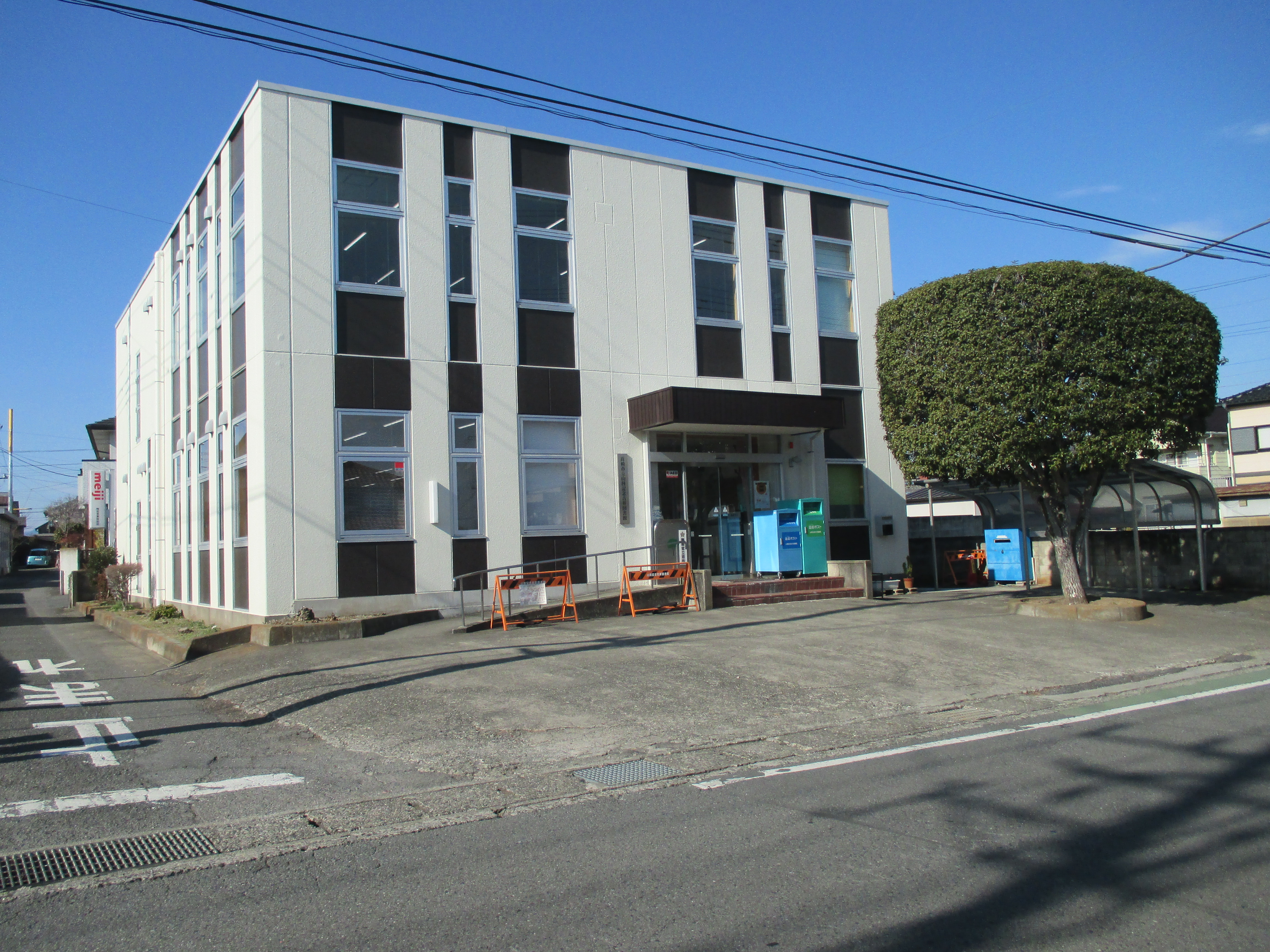
山種記念吉井図書館（外観）

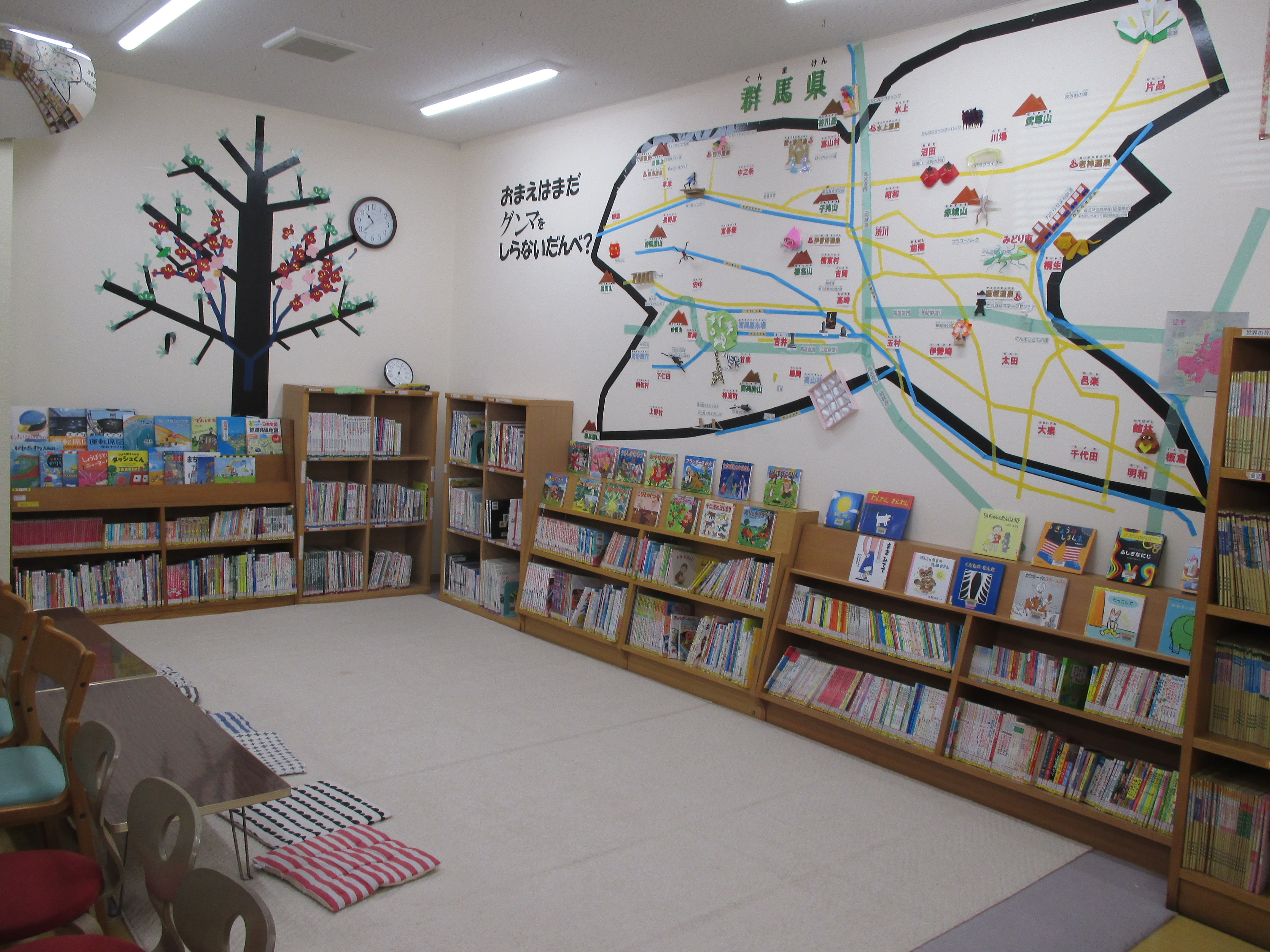
山種記念吉井図書館（内部）

- 開館時間：火曜日から金曜日は、10時から20時。土・日・月・祝日は、10時から17時
- 休館日：館内整理日（月1回）、特別整理期間（春・秋）、年末年始（12月28日から翌年1月4日）
- アクセス
  - バス
    - ぐるりんバス都心循環線「高崎市総合保健センター・中央図書館」下車
    - ぐるりんバス少林山線・高経大線「もてなし広場前」下車徒歩1分

  - 電車：JR高崎駅から徒歩15分
- 駐車場：400台（高崎市総合保健センターと共用・立体式2時間まで無料）

#### 館内施設
| 1階    | 物流室（自動仕分機） |
| 1・2階 | 自動出納書庫（約40万冊収容可能） |
| 5階    | 一般図書エリア（一般図書約107,500点）、ティーンズエリア（約17,700点 閲覧席12席）、児童図書エリア（児童図書約18,300点 絵本約14,600点 紙芝居約720点 児童用閲覧席36席）、おはなしのへや（読み聞かせ 収容人数約40人 スタートブック約1,000点）、授乳室（ベッド ソファ・テーブル一式 流し台）、地域資料・参考図書エリア（郷土資料・辞書・辞典等約21,000点）、研究個室（5室）、対面朗読室（テーブル1台 椅子4脚 拡大読書器1台）、データベースコーナー（4席 データベース8種）、新聞・雑誌エリア（新聞35紙 雑誌245誌 ソファ28席 椅子12席）、公開書庫（一般図書約103,500点 小谷文庫約4,600点 田島文庫約1,900点）、予約本コーナー（予約資料約2,800点収容可能）、自動貸出機（4台）、静寂読書室（6席）、閲覧席（社会人用閲覧席40席 窓部閲覧席48席） |
| 6階    | 視聴覚エリア（CD約24,900点 DVD約16,100点 ビデオ約3,500点）、シアターブース（ビデオ・DVD一体デッキ10台）、試聴コーナー（スタンディングタイプ5台）、自動貸出機（2台）、地域資料・行政資料保存庫（市史編さん資料 行政資料等）、学習室（102席 うちインターネットパソコン席6席）、飲食コーナー（テーブル4台 椅子12席 ハイチェアー12席）、学習コーナー（テーブル5台 椅子30席）、多目的室（DVD上映会等行事 約30人収容可能） |

### 箕郷図書館
- 住所：高崎市箕郷町西明屋299-1

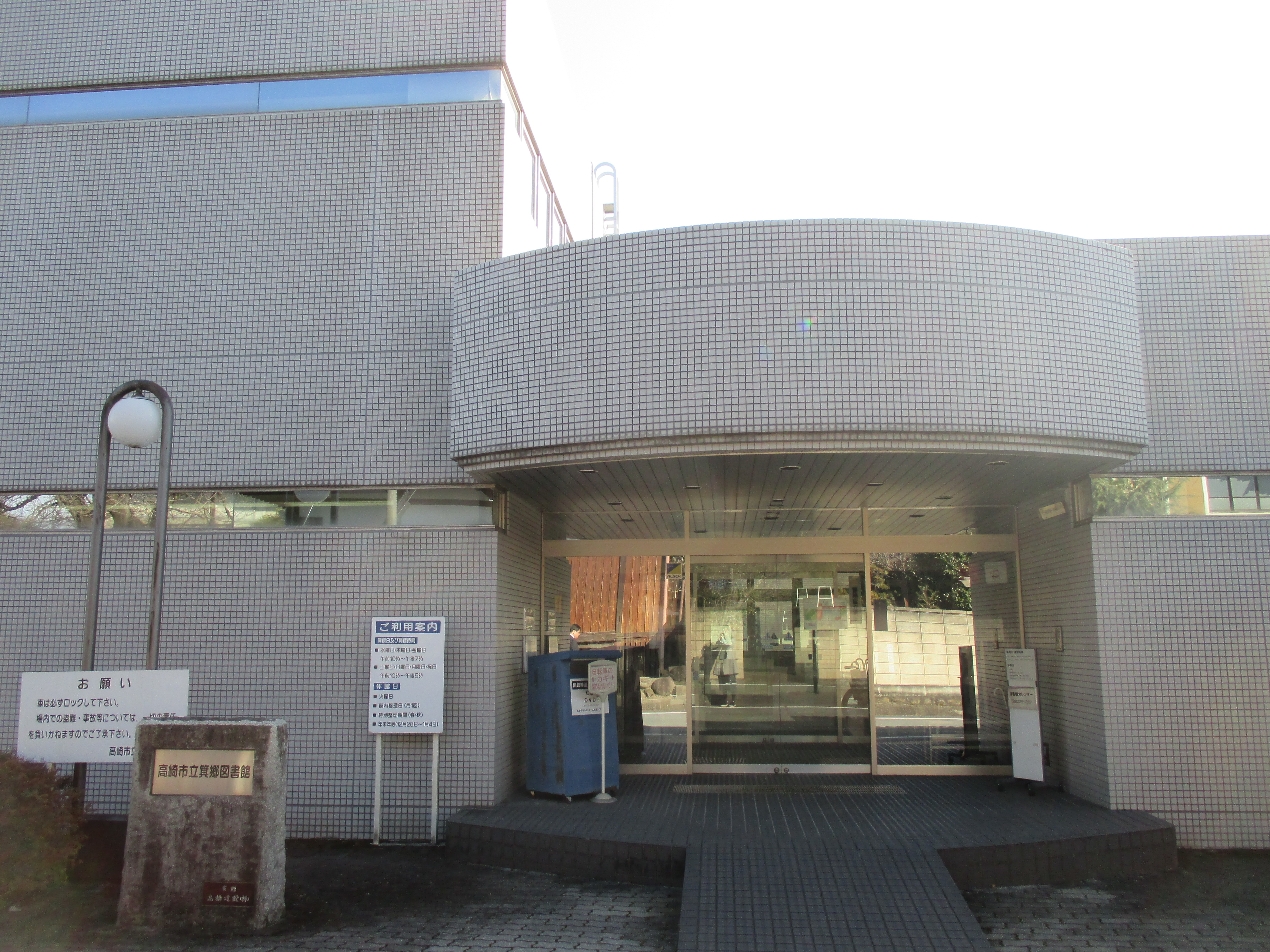
箕郷図書館（外観）

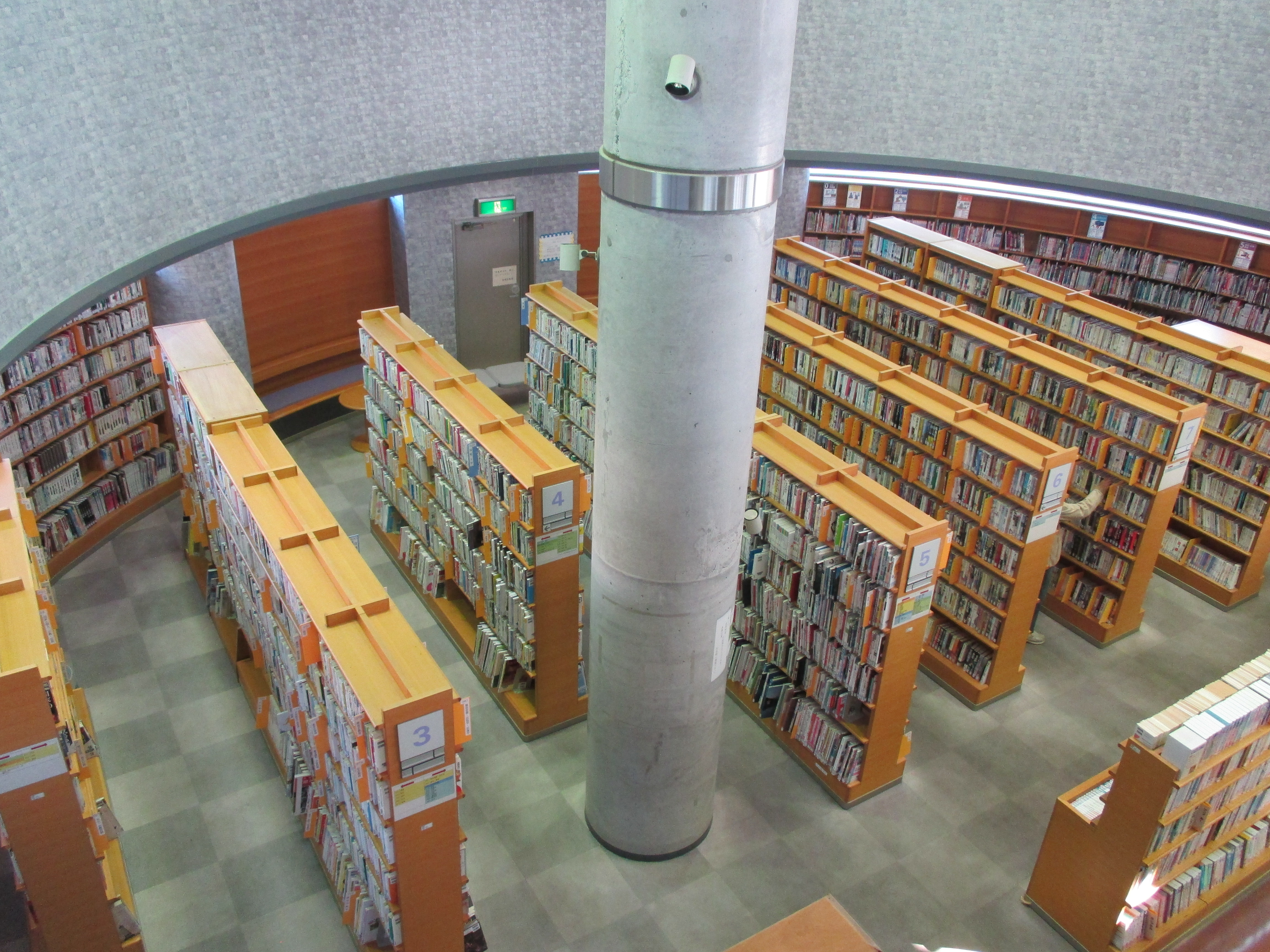
箕郷図書館（内部）

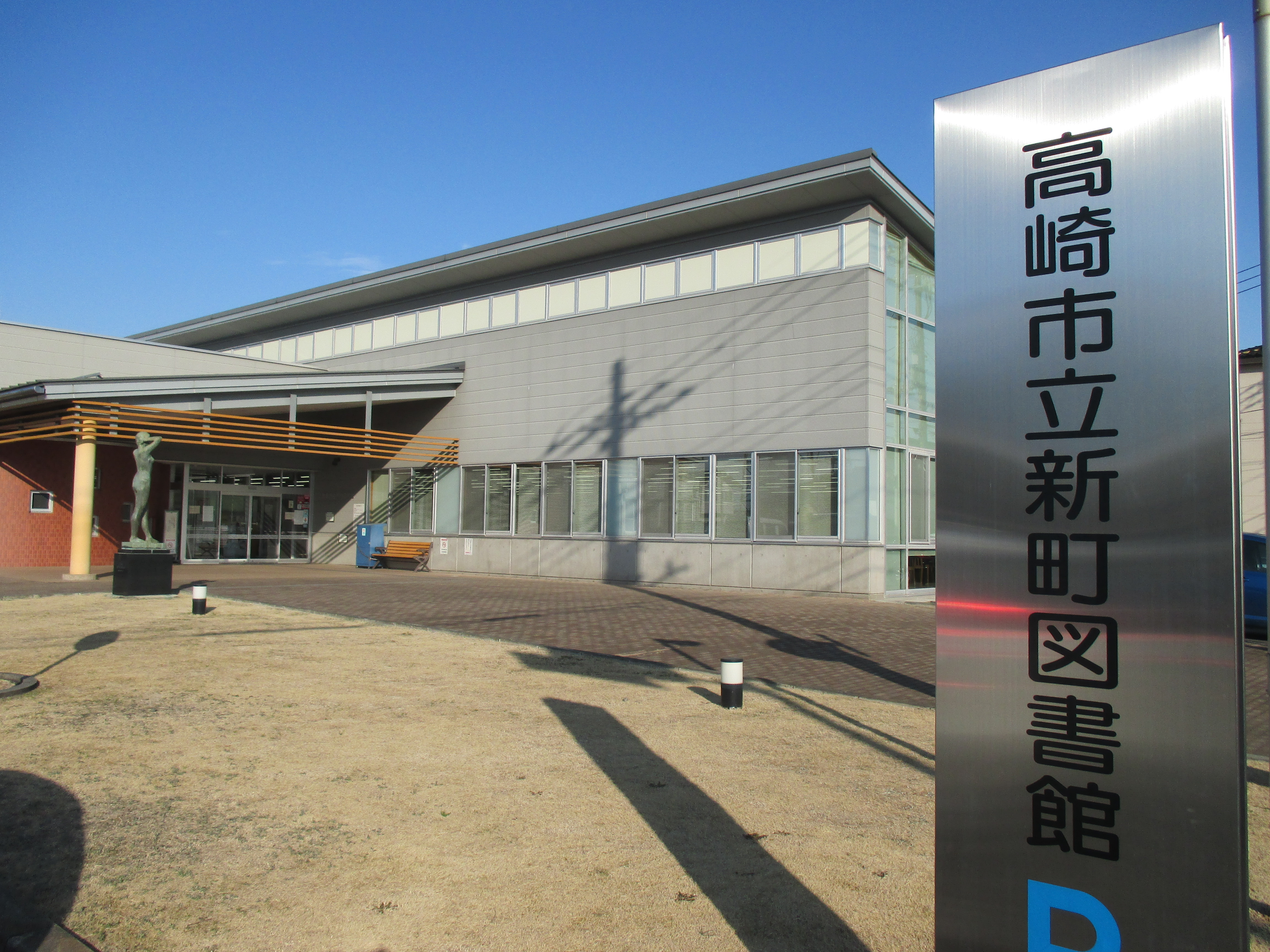
新町図書館（外観）

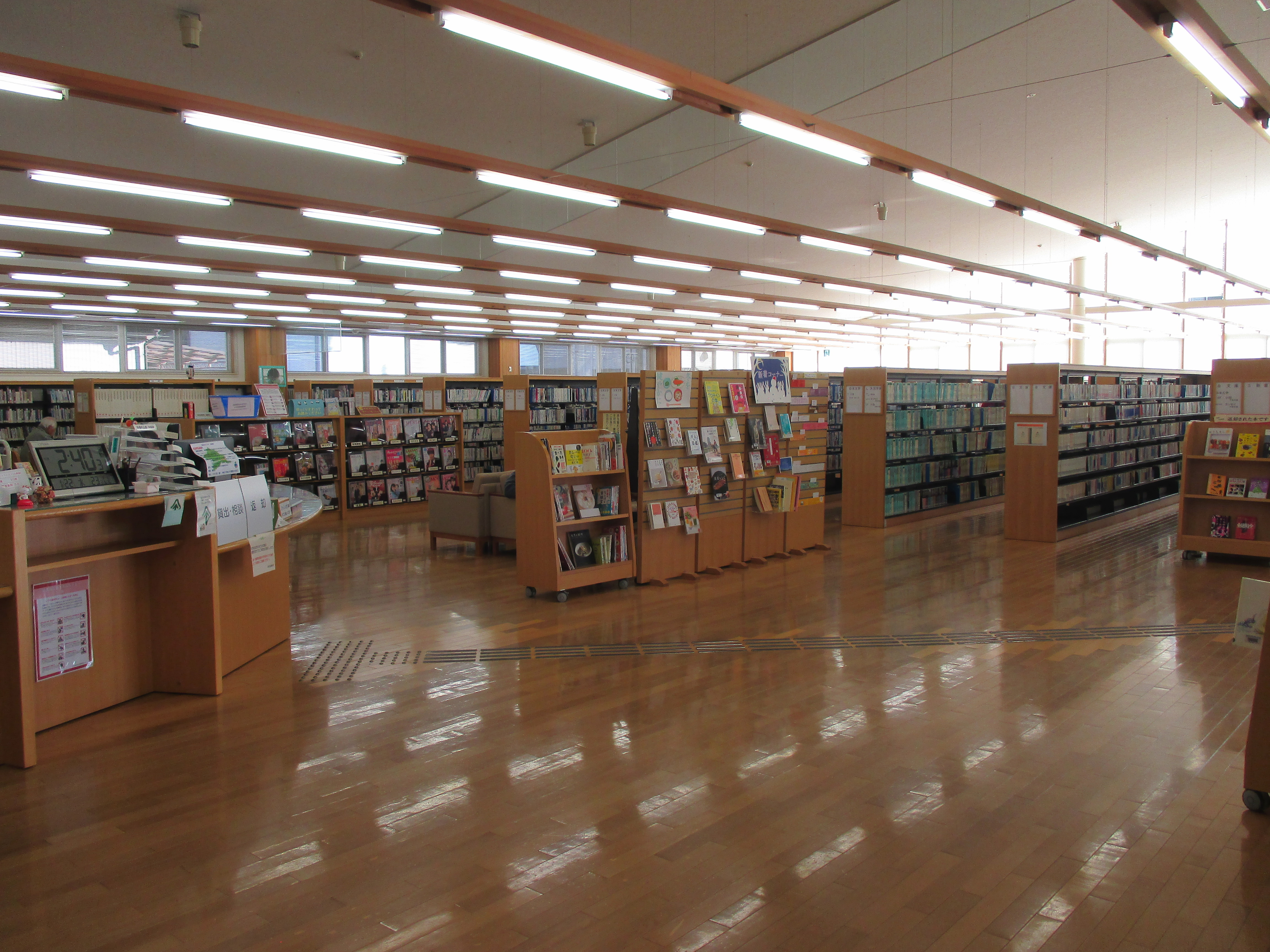
新町図書館（内部）

- 開館時間：水曜日から金曜日は10時から19時、土・日・月・祝日は10時から17時
- 休館日：火曜日、館内整理日（月1回）、特別整理期間（春・秋）、年末年始（12月28日から翌年1月4日）
- アクセス
  - バス：群馬バス箕郷（沖白川橋・浜川経由）行「箕郷本町」下車徒歩5分
- 駐車場：敷地内11台、文化財事務所内10台、薬師堂前4台

#### 館内施設
| １階 | 一般開架（一般図書約23,500点 児童書約6,600点 ＹＡ約660点 ビデオ・CD・DVD等約3,300点）、新聞雑誌コーナー（新聞6紙 雑誌50誌 県内住宅地図）、幼児コーナー（絵本約4,800点 紙芝居約280点）、視聴覚コーナー（ビデオ・CD・DVD一体デッキ4台）、閲覧コーナー10席、書庫（収容能力約9,000点）、会議室（会議室兼資料室）、電話帳コーナー（県内電話帳 公衆電話） |
| 2階  | 学習・閲覧コーナー（辞書・辞典・叢書・年鑑等約2,400点 椅子37席） |

### 群馬図書館
- 住所：高崎市足門町1667-1
- 開館時間：火曜日から金曜日は10時から19時、土・日・祝日は10時から17時
- 休館日：月曜日、館内整理日（月1回）、特別整理期間（春・秋）、年末年始（12月28日～翌年1月4日）
- アクセス
  - バス：関越交通バス群馬温泉、渋川駅行「足門」下車徒歩3分
- 駐車場：敷地内25台 市民活動センターソシアス 群馬支所の駐車場も利用可

#### 館内施設
| 1階  | 一般開架（郷土資料・行政資料等約3,200点 児童図書約13,100点 CD・DVD・ビデオ 約5,600点）、新聞雑誌コーナー（新聞7紙 雑誌93誌）、参考図書（カウンター内）（各種辞書・辞典・地図・県内電話帳）、視聴覚コーナー（ビデオ・DVD一体デッキ2台 DVDデッキ1台 CDデッキ3台）、おはなしコーナー（絵本約8,500点 紙芝居約600点）、視聴覚室（椅子48席 机6台）、閲覧席（ソファ席） |
| 2階  | 一般開架（一般図書約66,000点） レファレンス学習コーナー（42席） |
| 地階 | 書庫（約54,000点） |

### 新町図書館
- 住所：高崎市新町3126
- 開館時間：水曜日から金曜日は10時から19時、土・日・月・祝日は10時から17時
- 休館日：火曜日、館内整理日（月1回）、特別整理期間（春・秋）、年末年始（12月28日から翌年1月4日）
- アクセス
  - バス
    - ぐるりんバス新町線「東コミュニティーセンター前」下車徒歩10分
    - 永井バス新町駅～前橋駅線「上武大学入り口」下車徒歩2分

  - 電車：JR新町駅から徒歩20分
- 駐車場：30台（長寿センター・教育会館共有）

#### 館内施設
| 1階 | 一般開架（一般図書・郷土資料約54,700点）、新聞雑誌コーナー（新聞6紙 雑誌77誌 19席 ソファ席）、参考図書コーナー（各種辞書・事典・地図等）、街道絵図コーナー（中山道・街道等資料約100点）、児童書コーナー（児童図書約12,300点 22席）、おはなしの部屋（絵本約6,900点 紙芝居約600点）、視聴覚コーナー（ビデオ・CD・DVD等約6,600点 ビデオ・CD・DVD一体デッキ2台）、学習・閲覧コーナー（長机5台30席 丸椅子9席）、多目的室（椅子35脚 長机8台 一人用机10台）、書庫（収容能力約3,300点） |

### 榛名図書館
- 住所：高崎市下室田町900-4
- 開館時間：火曜日から金曜日は10時から19時、土・日・祝日は10時から17時
- 休館日：月曜日、館内整理日（月1回）、特別整理期間（春・秋）、年末年始（12月28日から翌年1月4日）
- アクセス
  - バス
    - 群馬バス室田行「榛名支所前」下車徒歩1分
    - 群馬バス権田行「室田営業所」下車徒歩1分
- 駐車場：滑川駐車場（図書館北側）60台

#### 館内施設
| ２階 | 一般図書コーナー（一般図書約30,600点）、新聞雑誌コーナー（新聞8紙 雑誌55誌 長机1台6席 ソファ13席）、地域資料・参考図書コーナー（郷土資料約3,790点 各種参考図書約530点）、おはなしの部屋（絵本(赤)約530点 大型絵本70点）、児童コーナー（絵本(青)約4,320点 紙芝居約710点 児童図書約8,230点 楕円・丸机3台13席 丸椅子10席）、視聴覚コーナー（ビデオ・CD・DVD等約2,344点 ビデオ・CD・DVD一体デッキ4台）、閲覧・学習コーナー（長机5台33席 角椅子15席）、書庫（収容能力約40,000点） |

### 山種記念吉井図書館
- 住所：高崎市吉井町吉井285-5
- 開館時間：火曜日から金曜日は10時から19時、土・日・祝日は10時から17時
- 休館日：月曜日、館内整理日（月1回）、特別整理期間（春・秋）、年末年始（12月28日から翌年1月4日）
- アクセス
  - バス：よしいバス「図書館前」下車
  - 電車：上信電鉄吉井駅から徒歩3分
- 駐車場：敷地内4台

#### 館内施設
| 1階 | 一般開架（児童図書約13,400点 ビデオ・CD・DVD約2,500点）、幼児コーナー（絵本約8,200点 紙芝居約450点）、視聴覚コーナー（ビデオ・CD・DVD一体デッキ1台）、閲覧（長椅子2（2人掛×2） 小椅子9席） 書庫（収容能力約10,000点） |
| 2階 | 一般書架（一般図書約24,800点 郷土資料約670点）、新聞雑誌（新聞9紙 雑誌58誌）、学習・閲覧コーナー（長椅子4（3人掛×3、4人掛×1） 長机2台4席 学習席14席）                                                                 |

### その他関連施設
以下の施設で図書館資料の貸出・返却、図書利用券の申込みができる。

#### 高崎駅市民サービスセンター図書コーナー
- 住所：高崎市八島町222イーサイト3F
- 開館時間：月曜日から土曜日、10時から20時
- 休館日：日曜日、祝日、年末年始、その他

#### 倉賀野公民館図書室
- 住所：高崎市倉賀野町1691-1
- 開館時間：月曜日から土曜日で13時から17時
- 休館日：日曜日、祝日、年末年始、公民館がお休みの日、その他

#### 中川公民館図書室
- 住所：高崎市小八木町1117
- 開館時間：金曜日（祝日を除く）13時から17時

#### 長野公民館図書室
- 住所：高崎市南新波町265
- 開館時間：火曜日・木曜日（祝日を除く）13時から17時

#### 大類公民館図書室
- 住所：高崎市柴崎町1263-1
- 開館時間：水曜日・金曜日（祝日を除く）13時から17時

#### 寺尾公民館図書室
- 住所：高崎市石原町3892-17
- 開館時間：月曜日（祝日を除く）10時から12時

以下の施設では資料の返却のみ行っている。

#### 倉渕公民館図書室
- 住所：高崎市倉渕町三ノ倉303
- 開館時間：午前9時～午後7時
- 休館日：祝日、年末年始（12月28日から翌年1月3日）

## サービス

### 利用案内
高崎市内在住、または近隣市町村（前橋市・藤岡市・安中市･玉村町・渋川市・富岡市・榛東村・吉岡町・甘楽町・長野原町・東吾妻町・埼玉県上里町・長野県軽井沢町）に住所のある人、高崎市内に通勤・通学をしている人が図書利用券を作成できる。申し込みには運転免許証や保険証など、本人の現住所・氏名・生年月日が確認できるものが必要となる。なお、通勤・通学の場合は、通勤・通学の事実が確認できるもの（勤務証明書・学生証など）も併せて必要となる。
利用券は市内の図書館共通で利用できる。図書（本・雑誌・絵本・紙芝居）は10点まで、視聴覚資料（CD・DVD・ビデオ）は5点まで、2週間の貸出が受けられる。
他の利用者による予約がある資料を除き、返却期日前であれば1回のみ延長が可能となる。延長は窓口、電話、ホームページで受け付けている。延長期間は受付日より2週間となる。
また、貸出中の資料の予約、未所蔵の資料のリクエストを、図書資料10点、視聴覚資料5点まで受け付けている。

### 特色
2011年（平成23年）4月に、群馬県内で初めて図書館資料にＩＣタグを貼付。これにより、利用者自身による貸出など以下のような新たなサービスの提供を行っている。

#### 自動出納書庫

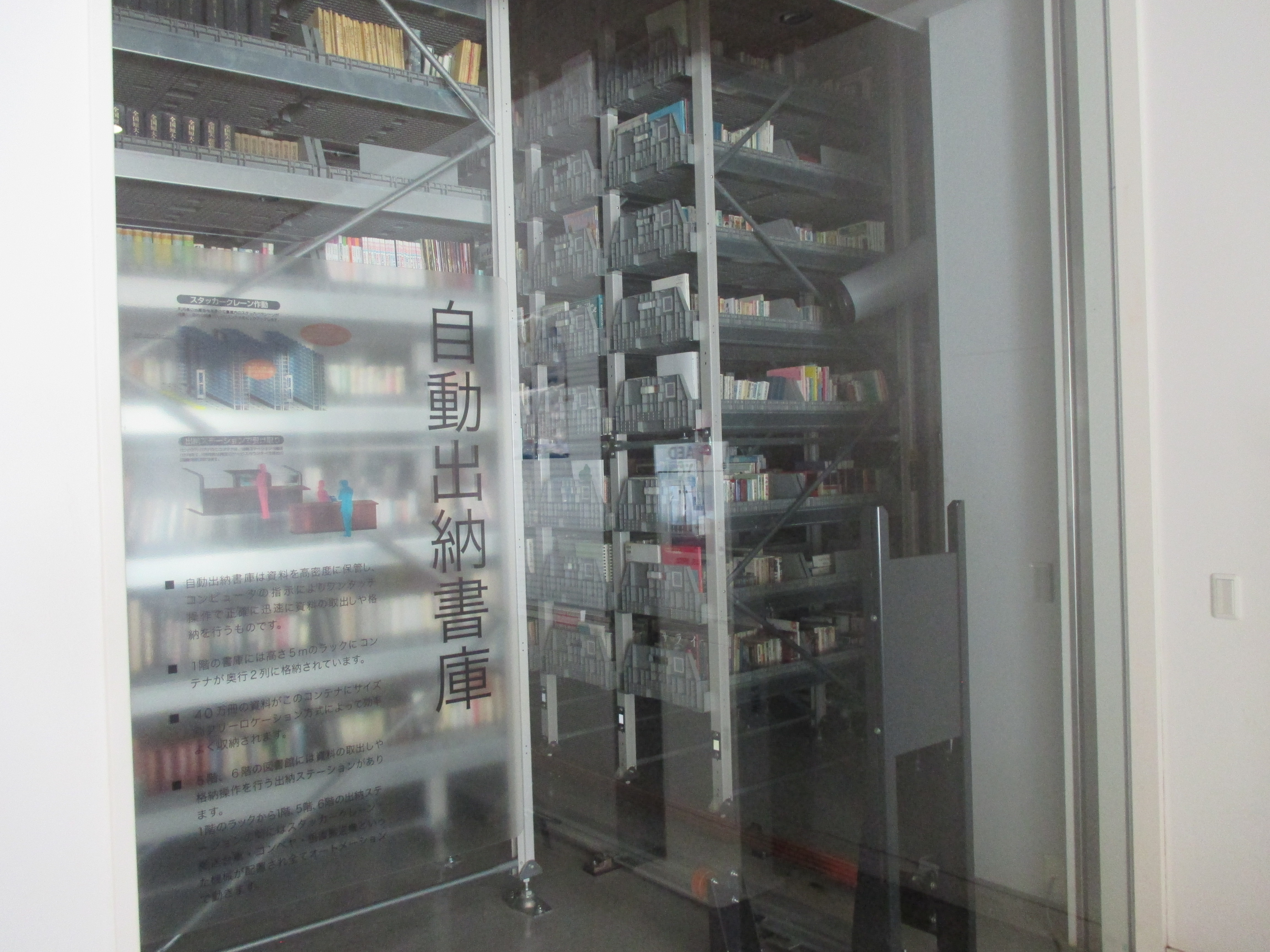
自動出納書庫

コンピュータの指示でコンテナに収容された資料の取り出し、格納を行う。　建物1階と2階に設置されており、1階5階6階に出納ステーションがある。約40万冊収容可能。

#### 予約本コーナー

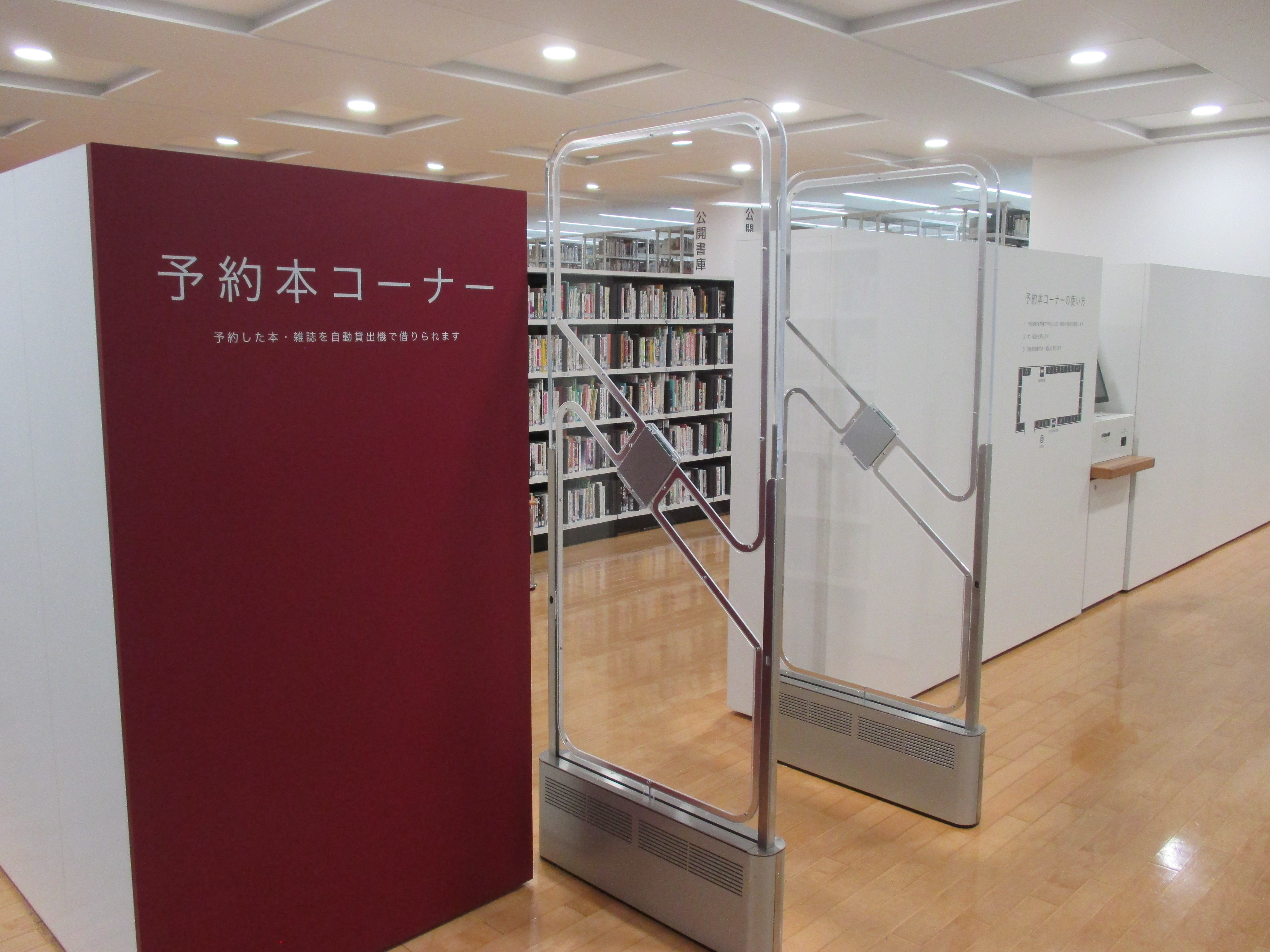
予約本コーナー

予約資料案内機で予約した本・雑誌の置かれた棚の場所を確認し、自動貸出機により利用者自身で貸出を行うことができる。約2,800点収容可能
。

#### 自動貸出機
資料に貼付られたICタグとシステムを連動させたことにより、資料を台に載せ冊数を入力することで、利用者自身で貸出を行うことができる。
中央図書館5階に4台、6階に2台、榛名図書館に1台設置されている（2020年3月現在）。

#### 公開書庫

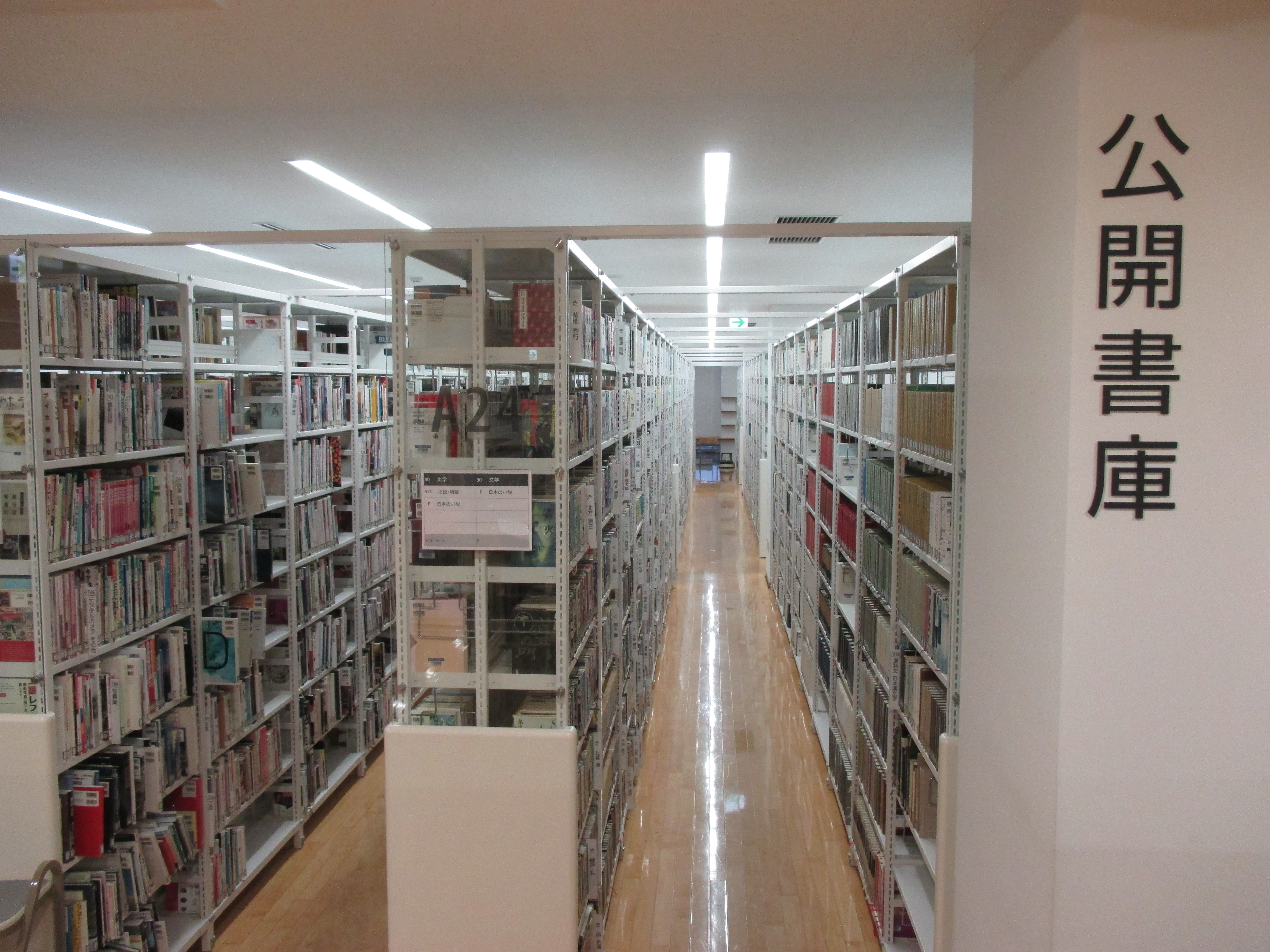
公開書庫1

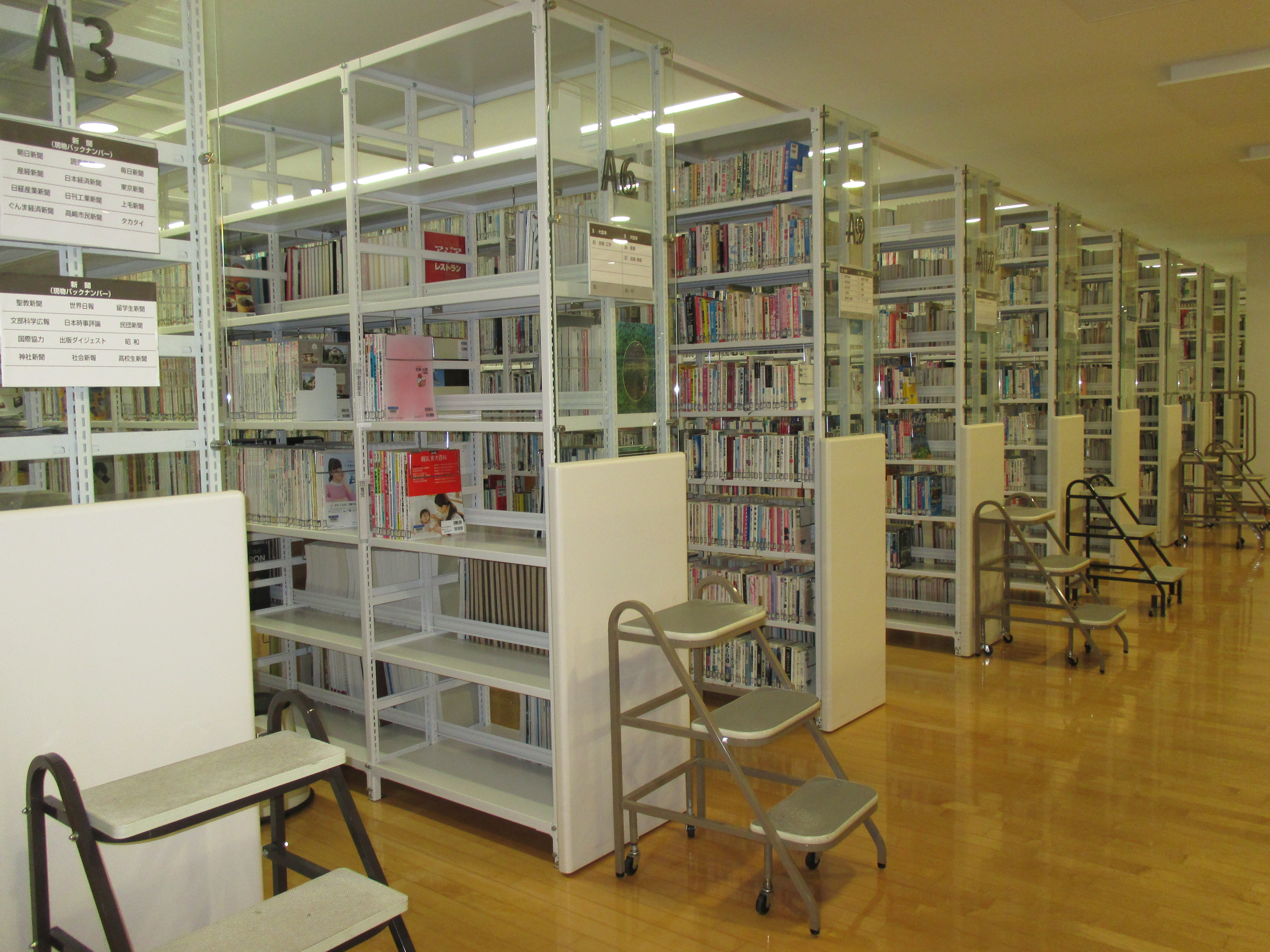
公開書庫2

出版から年数が経っても利用されるスタンダードな資料を集め、利用者が自由に手に取ることができる書庫。
一般図書約103,500点、小谷文庫約4,600点、田島文庫約1,900点が収容されている。

#### 静寂読書室
静かにくつろぎながら読書をするためのコーナー。パソコン・電卓等の持ち込みは不可。

#### 読書バリアフリーコーナー
本を読むことに困難がある人に向けて、点字本や布絵本、録音図書など様々な形の「読みやすい」資料と、本を読みやすくするための補助具を設置している。
2019年（令和元年）6月21日に視覚障害者等の読書環境の整備の推進に関する法律（読書バリアフリー法）が成立したことにより、2019年（令和元年）11月29日より設置された。

#### 学校向けサービス（学校連携事業）
2013（平成25）年度から行っている市内の小中学校及び特別支援学校に対して、学校図書館指導員の相談に応じ資料の収集、提供などの支援事業を行っている。
特に利用の多いテーマの資料を約10冊から50冊のセットにして貸出を行っており、現在40種類95セットで貸出を行っている。
また、学校図書館との情報共有に努めるため「がっこう⇔たかさきとしょかん通信」を隔月で発行している。

#### 視聴覚資料
所蔵点数と貸出点数は全国でも有数。
図書館が所蔵するCDを視聴することができるスタンディングタイプの視聴ブース5台と、DVD・ビデオを視聴することができるシアターブース10台がある。

## 統計
資料所蔵点数 2019年（平成31年）3月31日現在
|                                  | 図書資料  | 視聴覚資料 | 合計      |
| -------------------------------- | --------- | ---------- | --------- |
| 中央図書館（本館）               | 566,314   | 87,109     | 653,423   |
| 中央図書館（公民館）             | 59,589    | 4          | 59,593    |
| 中央図書館（駅サービスセンター） | 23,926    | 0          | 23,926    |
| 箕郷図書館                       | 46,327    | 3,852      | 50,179    |
| 群馬図書館                       | 143,141   | 7,543      | 150,684   |
| 新町図書館                       | 95,686    | 6,804      | 102,490   |
| 榛名図書館                       | 62,657    | 3,189      | 65,846    |
| 山種記念吉井図書館               | 54,579    | 2,887      | 57,466    |
| 合計                             | 1,052,219 | 111,388    | 1,163,607 |

来館者数　2018（平成30）年度
| 中央図書館 | 箕郷図書館 | 群馬図書館 | 新町図書館 | 榛名図書館 | 山種記念吉井図書館 | 合計    |
| 632,518    | 37,402     | 101,513    | 57,472     | 41,500     | 42,818             | 913,223 |

## 特別文庫

### 小谷文庫
歴史・社会が専門の教諭として、群馬県内の中学・高校に勤めた小谷栄一氏（1914-1988）が収集した近現代史に関する資料。1989年（平成元年）に小谷栄一氏夫人の小谷わか氏より寄贈された。

### 田島文庫
県歌人クラブ会長や上毛歌壇選者などを歴任された田島武夫氏（1899-1987）が戦前、戦中、戦後を通して集めた資料群。
田島武夫氏は、昭和25年から昭和39年まで高崎市立図書館長。
本人の著書、編集に関わった雑誌、群馬に関わる貴重な資料が収集されている。1988年（昭和63年）に田島武夫氏夫人の田島さや氏より寄贈された。

### 俳山亭文庫
郷土史家、篠木弘明氏（1918-2001）が収集した古書群。現在ではほとんど入手することができない、郷土に関わる文芸や民俗を中心とした近世・近代史の貴重な資料集成。江戸中期から明治初期に刊行された1300点を超える古書・古文書資料からなり、その約半数は高崎を含む西毛地域が占めている。
平成8年度から2年をかけて購入。
閲覧は学術機関に所属する研究者にのみ許可されている。
現在、貴重資料の保護と一般閲覧者への公開を目的に、資料のデジタル化に取り組んでいる。